# رمزیئیت
رمزیئیت  (به انگلیسی: Ramsayite) با فرمول شیمیایی Na2Ti2[O3-Si2O6] از مجموعه کانی هاست و از نام اولین مطالعه‌کننده آن V.Ramsay اخذ شده‌است. محلول در HF - در اثر ذوب گلوله کوچک سیاه و غیر شفاف می‌دهد. Na2O:۱۸٫۱۳٪  TiO۲:۴۶٫۷۴٪  SiO۲:۳۵٫۱۳٪  برای اولین بار در روسیه (شبه جزیره Kola) کشف شد و از نظر شکل بلور: منشوری - آسیکولار - تابولار، رنگ: قهوه‌ای تیره - متمایل به قرمز - قهوه‌ای زرد - خاکستری، شفافیت: شفاف - نیمه شفاف - غیر شفاف، شکستگی: صدفی - نامنظم، جلا: شیشه‌ای - چرب، رخ: کامل -مطابق با، سیستم تبلور: رمبوئدریک و در رده‌بندی سیلیکات است  و منشأ تشکیل آن ماگمایی - پگماتیتی است.
همایند کانی‌شناسی (پارانژ) آن - آستروفیلیت- نفلین- آکمیت و غیره است
، از نظر ژیزمان بلوری - آگرگات دانه‌ای - رشته‌ای کمیاب است و بیشتر در روسیه، نروژ، گروئنلند، کانادا و جزایر قناری یافت می‌شود.